# دان دیویس (آهنگساز)
دان دیویس (انگلیسی: Don Davis؛ زادهٔ ۴ فوریهٔ ۱۹۵۷) یک آهنگساز اهل ایالات متحده آمریکا است.

## فیلم‌شناسی
- انقلاب‌های ماتریکس
- انیماتریکس
- پارک ژوراسیک ۳
- تفنگدار دریایی
- خانه‌ای روی تپه جن زده
- سرباز جهانی: بازگشت
- ضد انحصار
- ماتریکس
- ماتریکس: بارگذاری مجدد
- محدودیت
- مرگ طولانی
- یه فیلم مسخره
- ادیسه فضایی
- اسلج همر!